# فريدريك هولست (لاعب كرة قدم)
فريدريك هولست (بالدنماركية: Frederik Holst)‏ هو لاعب كرة قدم دنماركي، ولد في 24 سبتمبر 1994 في الدنمارك في مملكة الدنمارك. شارك مع منتخب الدنمارك تحت 17 سنة لكرة القدم ومنتخب الدنمارك تحت 21 سنة لكرة القدم. أما مع النوادي، فقد لعب مع نادي بروندبي.

## وصلات خارجية
- فريدريك هولست على موقع اتحاد النرويج (النرويجية)
- فريدريك هولست على موقع اتحاد السويد (السويدية)
- فريدريك هولست على موقع قاعدة بيانات كرة القدم.إي يو (الإنجليزية)
- فريدريك هولست على موقع Soccerbase.com (لاعب) (الإنجليزية)
- فريدريك هولست على موقع Soccerway.com (الإنجليزية)
- فريدريك هولست على موقع عالم كرة القدم.نت (الإنجليزية)